# Saint-Ouen-sur-Morin
Pour les articles homonymes, voir Saint-Ouen et Morin.
Saint-Ouen-sur-Morin est une commune française située dans le département de Seine-et-Marne en région Île-de-France.

## Géographie

### Localisation
Saint-Ouen-sur-Morin est située dans la vallée du Petit Morin, à 10 km au sud-est de La Ferté-sous-Jouarre.

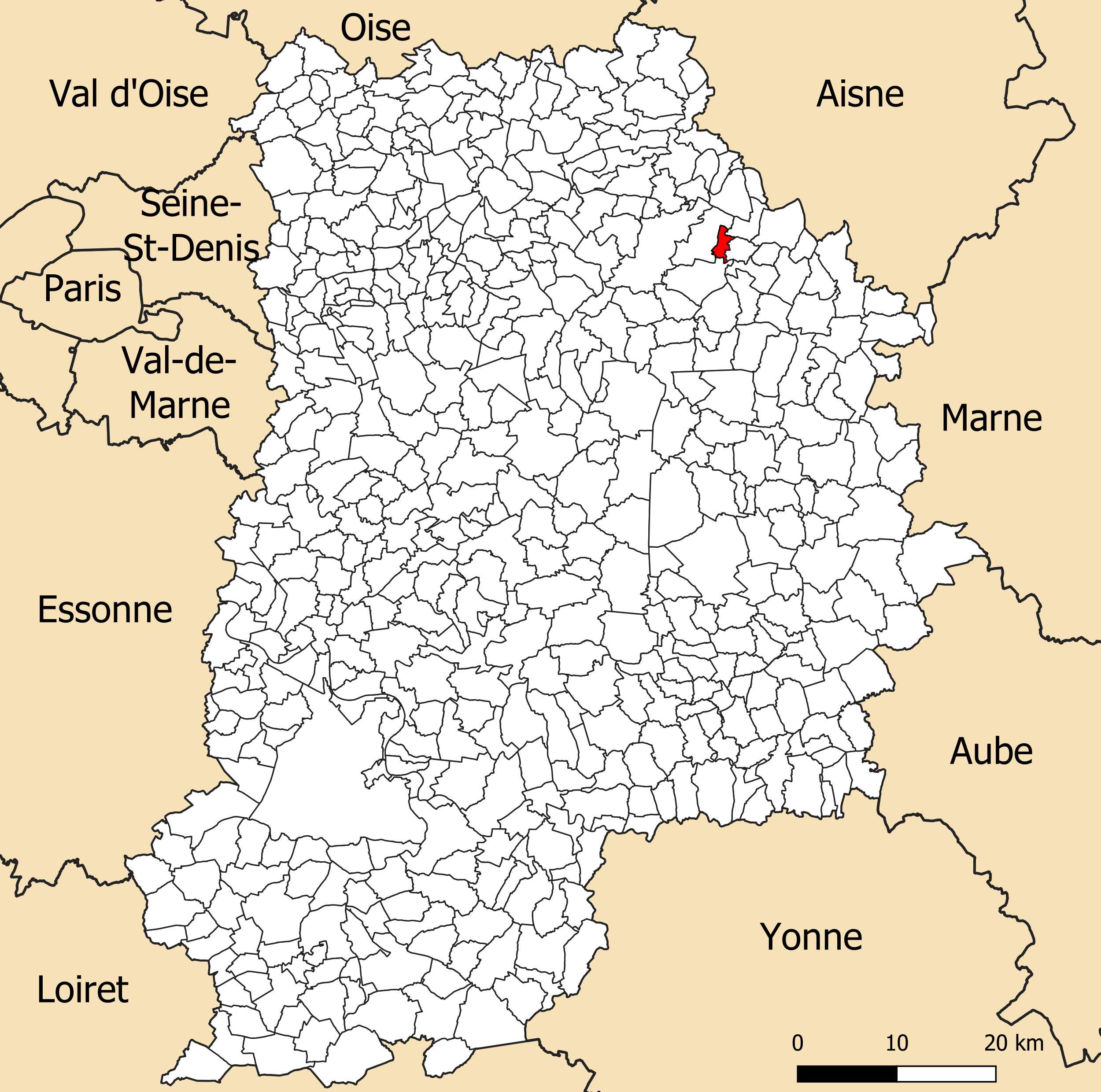
Localisation de la commune de Saint-Ouen-sur-Morin dans le département de Seine-et-Marne.

### Communes limitrophes

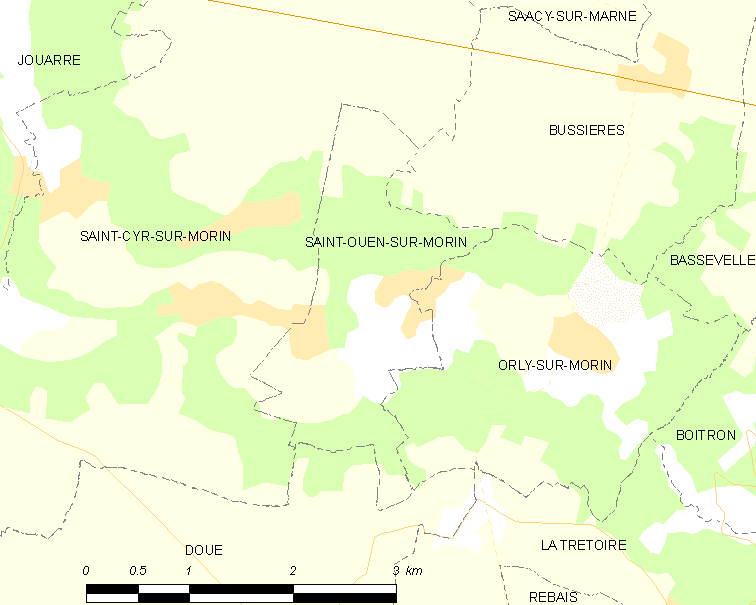
Carte des communes limitrophes de Saint-Ouen-sur-Morin.

|                     |                      | Bussières      |
| Saint-Cyr-sur-Morin | Saint-Ouen-sur-Morin | Orly-sur-Morin |
| Doue                |                      |                |

### Géologie et relief
L'altitude de la commune varie de 61 mètres à 187 mètres pour le point le plus haut, le centre du bourg se situant à environ 67 mètres d'altitude (mairie). Elle est classée en zone de sismicité 1, correspondant à une sismicité très faible.

### Hydrographie

#### Réseau hydrographique

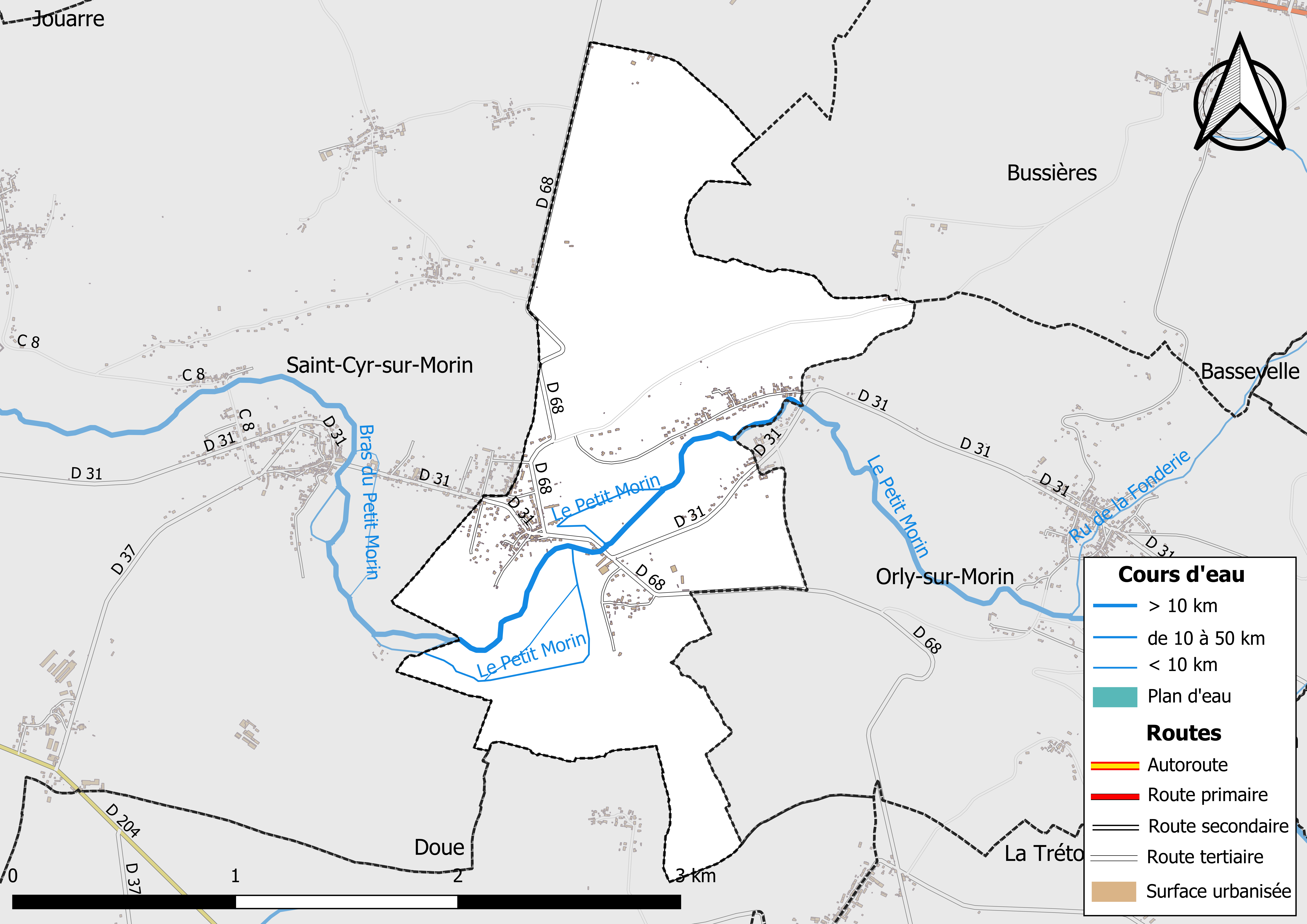
Carte des réseaux hydrographique et routier de Saint-Ouen-sur-Morin.

Le réseau hydrographique de la commune se compose de cinq cours d'eau référencés :
- la rivière le Petit Morin, long de 86,33 km[3], affluent de la Marne en rive gauche, ainsi que : 
  - un bras de 0,12 km[4] ;
  - un bras de 0,62 km[5] ;
  - un bras de 0,78 km[6] ;
  - un bras de 1,58 km[7].

La longueur totale des cours d'eau sur la commune est de 4,8 km.

#### Gestion des cours d'eau
Afin d’atteindre le bon état des eaux imposé par la Directive-cadre sur l'eau du 23 octobre 2000, plusieurs outils de gestion intégrée s’articulent à différentes échelles : le SDAGE, à l’échelle du bassin hydrographique, et le SAGE, à l’échelle locale. Ce dernier fixe les objectifs généraux d’utilisation, de mise en valeur et de protection quantitative et qualitative des ressources en eau superficielle et souterraine. Le département de Seine-et-Marne est couvert par six SAGE, au sein du bassin Seine-Normandie.
La commune fait partie du SAGE « Petit et Grand Morin », approuvé le 21 octobre 2016. Le territoire de ce SAGE comprend les bassins du Petit Morin (630 km2) et du Grand Morin (1 185 km2). Le pilotage et l’animation du SAGE sont assurés par le syndicat mixte d'aménagement et de gestion des Eaux (SMAGE) des 2 Morin, qualifié de « structure porteuse ».

### Climat
Pour des articles plus généraux, voir Climat de l'Île-de-France et Climat de Seine-et-Marne.
En 2010, le climat de la commune est de type climat océanique dégradé des plaines du Centre et du Nord, selon une étude du CNRS s'appuyant sur une série de données couvrant la période 1971-2000. En 2020, Météo-France publie une typologie des climats de la France métropolitaine dans laquelle la commune est exposée à un climat océanique altéré et est dans la région climatique Nord-est du bassin Parisien, caractérisée par un ensoleillement médiocre, une pluviométrie moyenne régulièrement répartie au cours de l’année et un hiver froid (3 °C).
Pour la période 1971-2000, la température annuelle moyenne est de 10,9 °C, avec une amplitude thermique annuelle de 14,8 °C. Le cumul annuel moyen de précipitations est de 721 mm, avec 11,6 jours de précipitations en janvier et 7,7 jours en juillet. Pour la période 1991-2020, la température moyenne annuelle observée sur la station météorologique la plus proche, située sur la commune de Saint-Cyr-sur-Morin à 1 km à vol d'oiseau, est de 11,2 °C et le cumul annuel moyen de précipitations est de 814,8 mm,. Pour l'avenir, les paramètres climatiques de la commune estimés pour 2050 selon différents scénarios d'émission de gaz à effet de serre sont consultables sur un site dédié publié par Météo-France en novembre 2022.
| Mois                                  | jan.             | fév.          | mars           | avril         | mai           | juin            | jui.           | août           | sep.            | oct.            | nov.           | déc.             | année      |
| ------------------------------------- | ---------------- | ------------- | -------------- | ------------- | ------------- | --------------- | -------------- | -------------- | --------------- | --------------- | -------------- | ---------------- | ---------- |
| Température minimale moyenne (°C)     | 1                | 0,8           | 2,5            | 4,4           | 8,2           | 11,4            | 13,2           | 12,6           | 9,4             | 7,3             | 3,8            | 1,4              | 6,3        |
| Température moyenne (°C)              | 3,9              | 4,5           | 7,5            | 10,4          | 14,2          | 17,4            | 19,3           | 18,9           | 15,3            | 11,7            | 7,1            | 4,3              | 11,2       |
| Température maximale moyenne (°C)     | 6,9              | 8,2           | 12,6           | 16,3          | 19,9          | 23,3            | 25,5           | 25,2           | 21,1            | 16,1            | 10,5           | 7,2              | 16,1       |
| Record de froid (°C) date du record   | −22,5 17.01.1985 | −15 07.02.12  | −11,5 01.03.05 | −7 08.04.03   | −2 01.05.1976 | 0,2 04.06.1975  | 4,5 04.07.1984 | 2,9 28.08.1974 | −0,5 27.09.1972 | −6,5 30.10.1997 | −10 24.11.1998 | −11,5 31.12.1996 | −22,5 1985 |
| Record de chaleur (°C) date du record | 16 05.01.1999    | 19,5 27.02.19 | 24 29.03.1989  | 29,5 20.04.18 | 32 28.05.17   | 37,2 30.06.1976 | 41,5 25.07.19  | 40 12.08.03    | 34,9 04.09.1973 | 29 01.10.1985   | 21 08.11.15    | 17,2 10.12.1978  | 41,5 2019  |
| Précipitations (mm)                   | 72,3             | 60,9          | 58,3           | 51,8          | 71,1          | 62,1            | 71,3           | 71             | 58,8            | 71,9            | 74,1           | 91,2             | 814,8      |

### Milieux naturels et biodiversité

#### Réseau Natura 2000

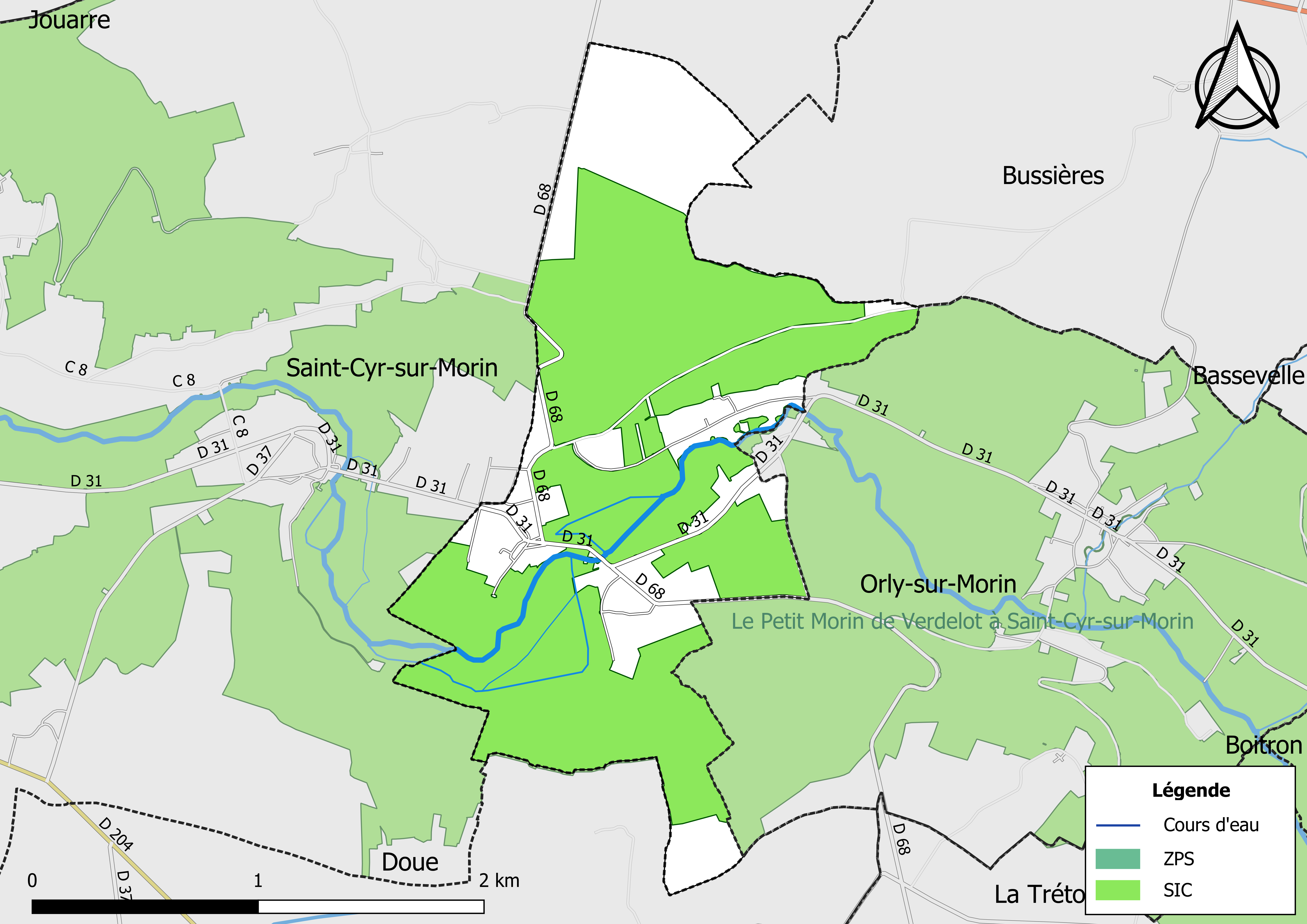
Sites Natura 2000 sur le territoire communal.

Le réseau Natura 2000 est un réseau écologique européen de sites naturels d’intérêt écologique élaboré à partir des Directives « Habitats » et « Oiseaux ». Ce réseau est constitué de Zones spéciales de conservation (ZSC) et de Zones de protection spéciale (ZPS). Dans les zones de ce réseau, les États Membres s'engagent à maintenir dans un état de conservation favorable les types d'habitats et d'espèces concernés, par le biais de mesures réglementaires, administratives ou contractuelles.
Un site Natura 2000 a été défini sur la commune au titre de la « directive Habitats », : 
- le « Petit Morin de Verdelot à Saint-Cyr-sur-Morin », d'une superficie de 3 589 ha, un site qui accueille la plus importante population d’Île-de-France de cuivré des marais (Lycaena dispar) et la deuxième plus importante population d’Île-de-France de sonneur à ventre jaune (Bombina variegata)[20],[21].

#### Zones naturelles d'intérêt écologique, faunistique et floristique
L’inventaire des zones naturelles d'intérêt écologique, faunistique et floristique (ZNIEFF) a pour objectif de réaliser une couverture des zones les plus intéressantes sur le plan écologique, essentiellement dans la perspective d’améliorer la connaissance du patrimoine naturel national et de fournir aux différents décideurs un outil d’aide à la prise en compte de l’environnement dans l’aménagement du territoire.
Le territoire communal de Saint-Ouen-sur-Morin comprend trois ZNIEFF de type 1,, : 
- le « bois de Saint-Cyr, le bois de Chavigny et le bois du Charnoy » (201,34 ha), couvrant 4 communes du département[23] ;
- le « bois des Meulières » (65,72 ha), couvrant 2 communes du département[24],
- le « Petit Morin » (30,09 ha), couvrant 10 communes du département[25] ;

et une ZNIEFF de type 2,, 
la « vallée du Petit Morin de Verdelot à la Ferte Sous-Jouarre » (4 988,89 ha), couvrant 15 communes du département.

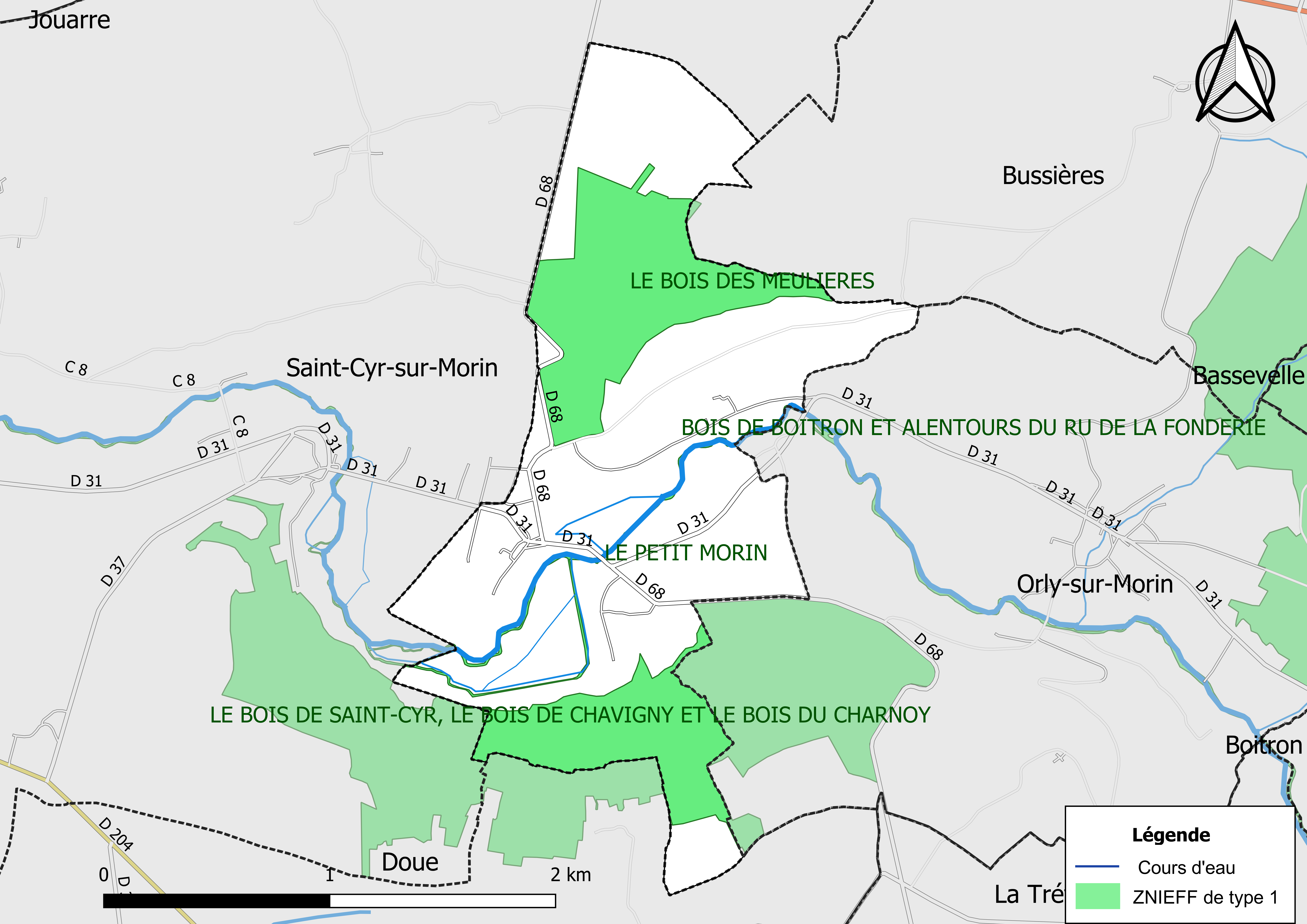
Carte des ZNIEFF de type 1 de la commune.
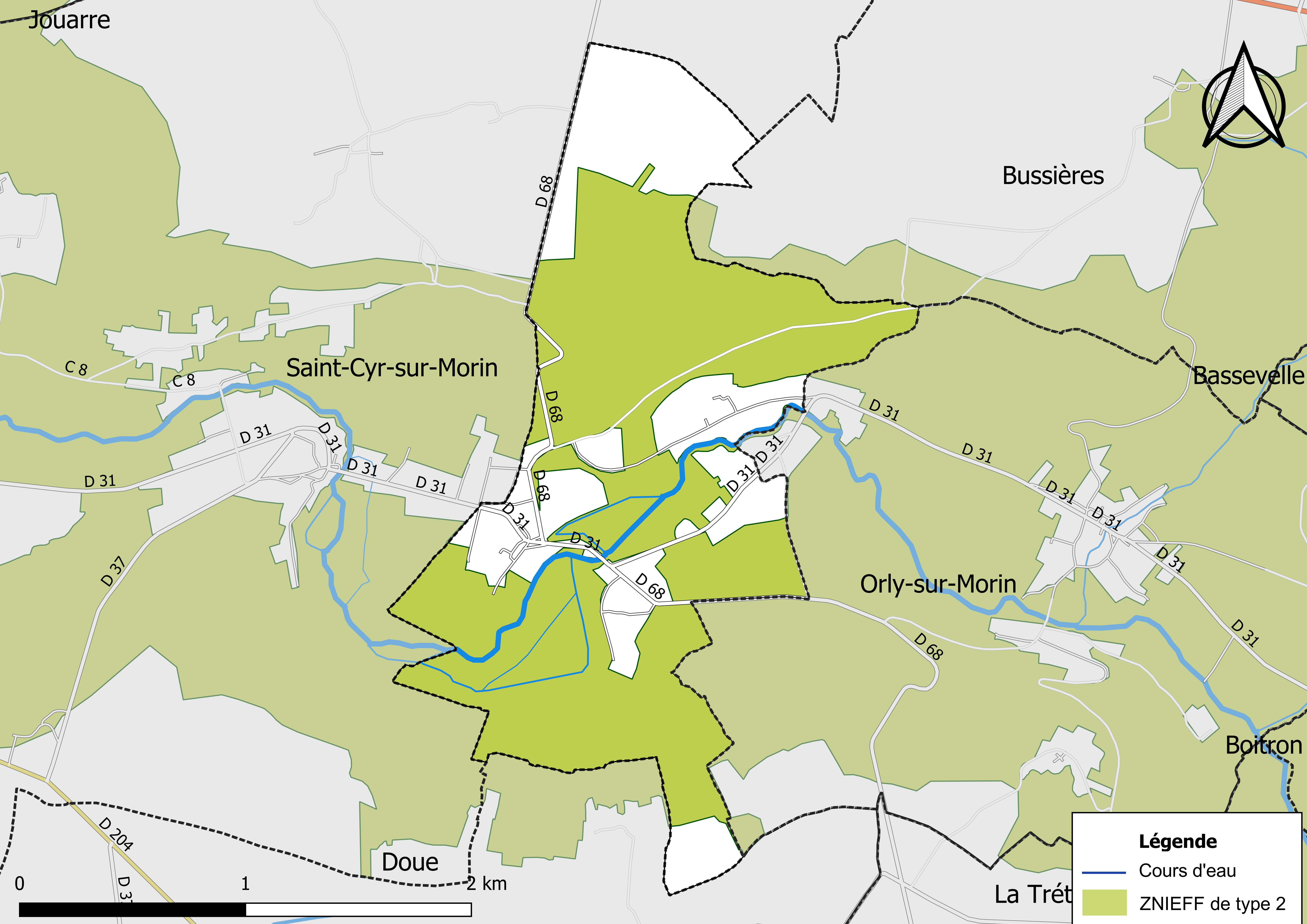
Carte des ZNIEFF de type 2 de la commune.

## Urbanisme

### Typologie
Au 1er janvier 2024, Saint-Ouen-sur-Morin est catégorisée commune rurale à habitat dispersé, selon la nouvelle grille communale de densité à sept niveaux définie par l'Insee en 2022.
Elle est située hors unité urbaine. Par ailleurs la commune fait partie de l'aire d'attraction de Paris, dont elle est une commune de la couronne,. Cette aire regroupe 1 929 communes,.

### Lieux-dits et écarts
La commune compte 69 lieux-dits administratifs répertoriés consultables ici (source : le fichier Fantoir).

### Occupation des sols
L'occupation des sols de la commune, telle qu'elle ressort de la base de données européenne d’occupation biophysique des sols Corine Land Cover (CLC), est marquée par l'importance des territoires agricoles (48,5 % en 2018), une proportion identique à celle de 1990 (48,5 %). La répartition détaillée en 2018 est la suivante : 
forêts (42,6% ), terres arables (30,2% ), zones agricoles hétérogènes (10,6% ), zones urbanisées (8,9% ), prairies (7,6 %).
Parallèlement, L'Institut Paris Région, agence d'urbanisme de la région Île-de-France, a mis en place un inventaire numérique de l'occupation du sol de l'Île-de-France, dénommé le MOS (Mode d'occupation du sol), actualisé régulièrement depuis sa première édition en 1982. Réalisé à partir de photos aériennes, le Mos distingue les espaces naturels, agricoles et forestiers mais aussi les espaces urbains (habitat, infrastructures, équipements, activités économiques, etc.) selon une classification pouvant aller jusqu'à 81 postes, différente de celle de Corine Land Cover,,. L'Institut met également à disposition des outils permettant de visualiser par photo aérienne l'évolution de l'occupation des sols de la commune entre 1949 et 2018.

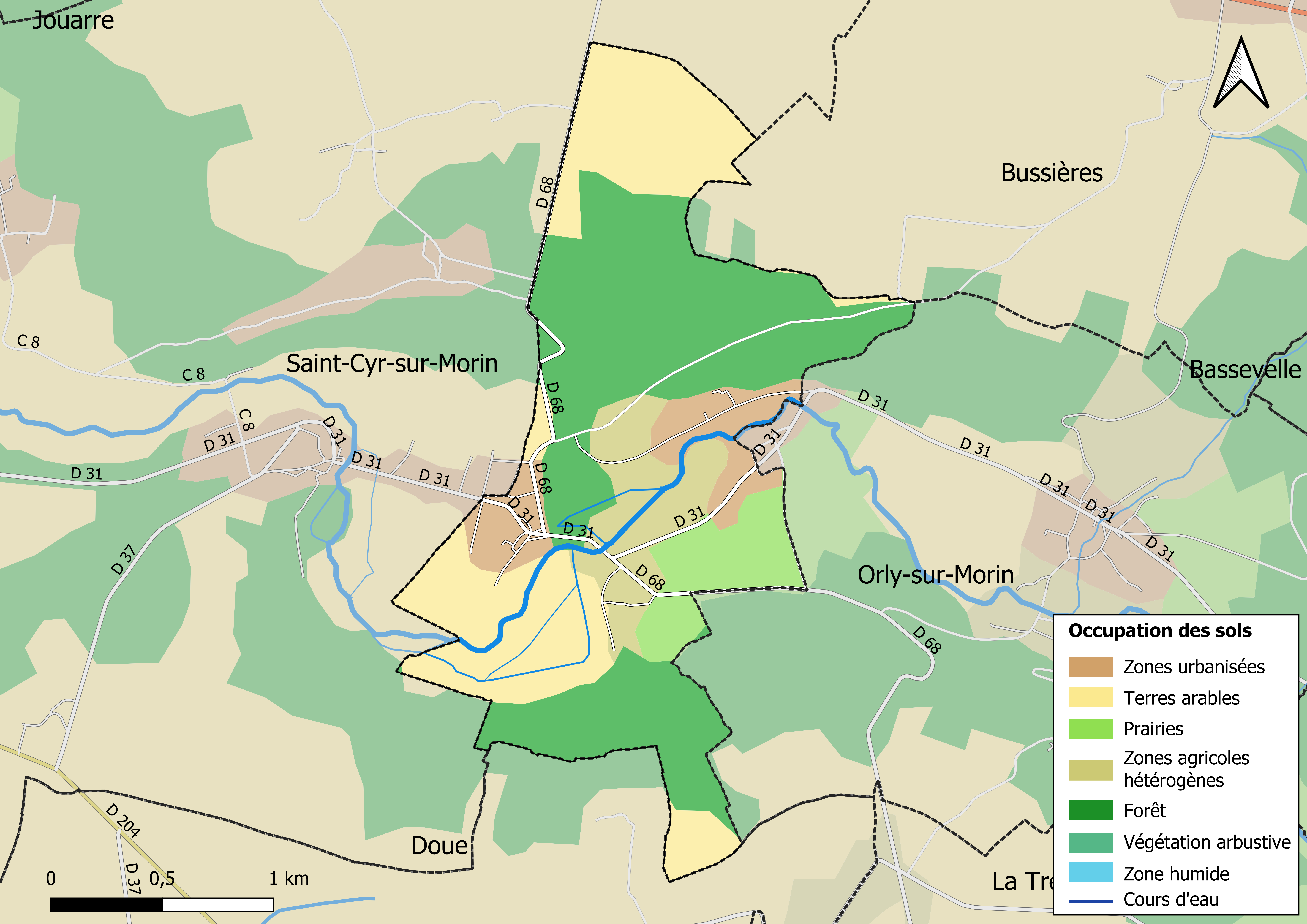
Carte des infrastructures et de l'occupation des sols en 2018 (CLC) de la commune.
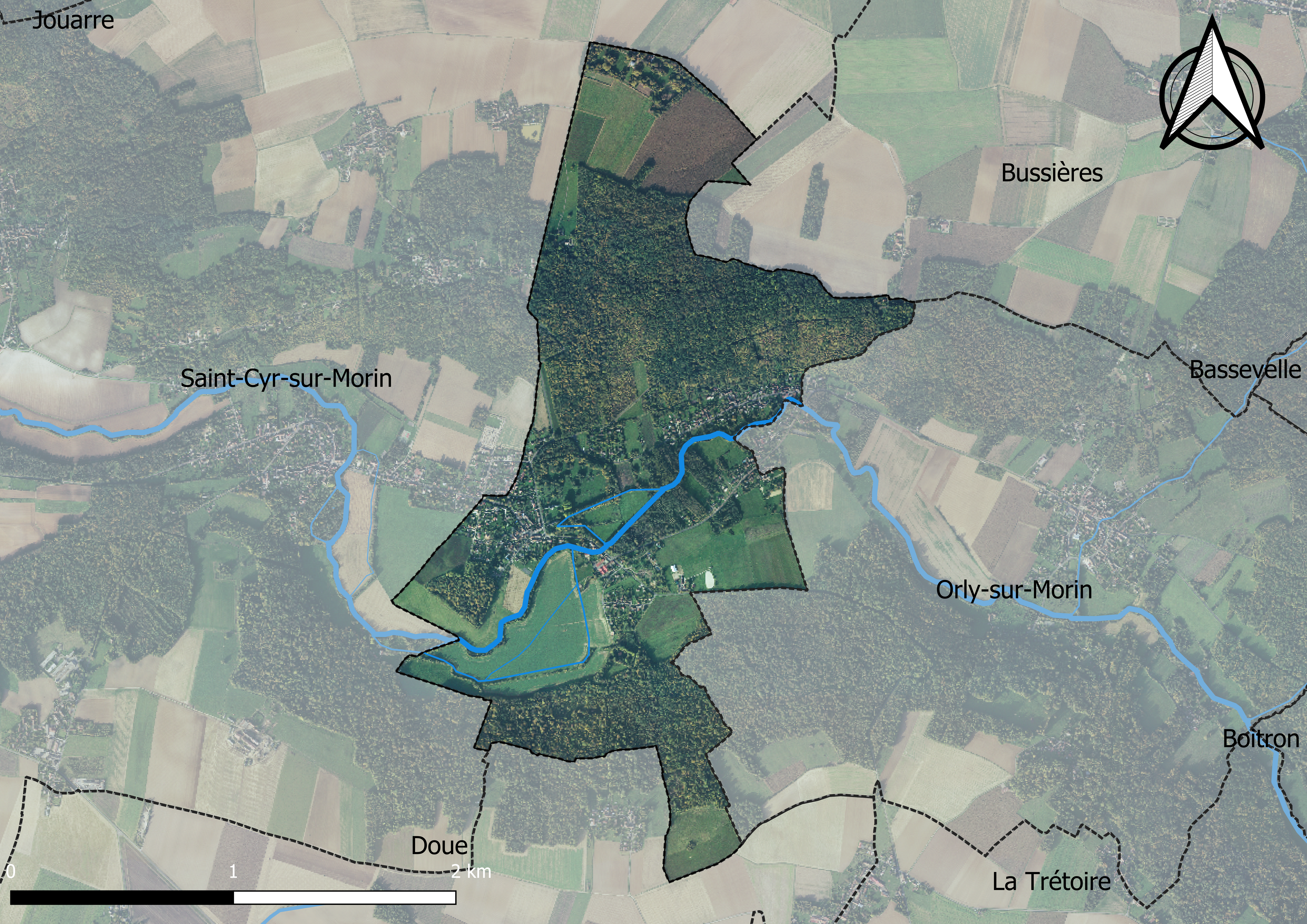
Carte orhophotogrammétrique de la commune.

### Planification
La commune ne disposait pas en 2019 de document d'urbanisme opérationnel et le règlement national d'urbanisme s'appliquait donc pour la délivrance des permis de construire. Un plan local d'urbanisme intercommunal couvrant le territoire de la communauté de communes des Deux Morin, prescrit le 28 juin 2018, était en élaboration,.

### Logement
En 2017, le nombre total de logements dans la commune était de 229 dont 99,1 % de maisons (maisons de ville, corps de ferme, pavillons, etc.) et 0,4 % d'appartements.
Parmi ces logements, 88,6 % étaient des résidences principales, 5,2 % des résidences secondaires et 6,1 % des logements vacants.
La part des ménages fiscaux propriétaires de leur résidence principale s'élevait à 94,1 % contre 3,9 % de locataires et 2 % logés gratuitement.

## Toponymie
Le nom de la localité est mentionné sous les formes Domus de Sancto Audoeno vers 1172 ; Villa Sancti Audoeni en 1206 ; M. de Sancto Odoyno vers 1240 ; De Sancto Audodeno en 1285 ; Saint Oien au XIIIe siècle ; Saint Ouyn en 1325 ; Saint Oyen en 1381 et en 1487 ; Saint-Ouen en 1801.
L'hagiotoponyme est issu du saint éponyme, Ouen de Rouen, patron du village.
Le suffixe « sur Morin » est rajouté en 1860. Le Morin est une rivière de France, dans les départements de la Marne, de l'Aisne et de la Seine-et-Marne.
Au cours de la Révolution française, la commune a porté le nom de Bon Accord en 1789.

## Politique et administration

### Liste des maires
| Période                                  | Période    | Identité        | Étiquette | Qualité                         |
| ---------------------------------------- | ---------- | --------------- | --------- | ------------------------------- |
| Les données manquantes sont à compléter. |            |                 |           |                                 |
| juin 2006                                | avril 2014 | Albert Dequiedt |           | Exploitant agricole en retraite |
| avril 2014                               | En cours   | Gilles Renault  |           | Professeur                      |

## Équipements et services

### Eau et assainissement
L’organisation de la distribution de l’eau potable, de la collecte et du traitement des eaux usées et pluviales relève des communes. La loi NOTRe de 2015 a accru le rôle des EPCI à fiscalité propre en leur transférant cette compétence. Ce transfert devait en principe être effectif au 1er janvier 2020, mais la loi Ferrand-Fesneau du 3 août 2018 a introduit la possibilité d’un report de ce transfert au 1er janvier 2026,.

#### Assainissement des eaux usées
En 2020, la commune de Saint-Ouen-sur-Morin gère le service d’assainissement collectif (collecte, transport et dépollution) en régie directe, c’est-à-dire avec ses propres personnels.
L’assainissement non collectif (ANC) désigne les installations individuelles de traitement des eaux domestiques qui ne sont pas desservies par un réseau public de collecte des eaux usées et qui doivent en conséquence traiter elles-mêmes leurs eaux usées avant de les rejeter dans le milieu naturel. Le Syndicat mixte d'assainissement du Nord-Est  (SIANE) assure pour le compte de la commune le service public d'assainissement non collectif (SPANC), qui a pour mission de vérifier la bonne exécution des travaux de réalisation et de réhabilitation, ainsi que le bon fonctionnement et l’entretien des installations,.

#### Eau potable
En 2020, l'alimentation en eau potable est assurée par le syndicat de l'Eau de l'Est seine-et-marnais (S2E77) qui gère le service en régie,,.

## Population et société

### Démographie
L'évolution du nombre d'habitants est connue à travers les recensements de la population effectués dans la commune depuis 1793. Pour les communes de moins de 10 000 habitants, une enquête de recensement portant sur toute la population est réalisée tous les cinq ans, les populations de référence des années intermédiaires étant quant à elles estimées par interpolation ou extrapolation. Pour la commune, le premier recensement exhaustif entrant dans le cadre du nouveau dispositif a été réalisé en 2006.

En 2022, la commune comptait 526 habitants, en évolution de −2,77 % par rapport à 2016 (Seine-et-Marne : +3,92 %, France hors Mayotte : +2,11 %).
| 1793 | 1800 | 1806 | 1821 | 1831 | 1836 | 1841 | 1846 | 1851 |
| ---- | ---- | ---- | ---- | ---- | ---- | ---- | ---- | ---- |
| 181  | 172  | 177  | 198  | 214  | 208  | 192  | 173  | 182  |

| 1856 | 1861 | 1866 | 1872 | 1876 | 1881 | 1886 | 1891 | 1896 |
| ---- | ---- | ---- | ---- | ---- | ---- | ---- | ---- | ---- |
| 171  | 182  | 286  | 278  | 251  | 249  | 244  | 257  | 243  |

| 1901 | 1906 | 1911 | 1921 | 1926 | 1931 | 1936 | 1946 | 1954 |
| ---- | ---- | ---- | ---- | ---- | ---- | ---- | ---- | ---- |
| 230  | 247  | 234  | 219  | 218  | 240  | 193  | 210  | 201  |

| 1962 | 1968 | 1975 | 1982 | 1990 | 1999 | 2006 | 2011 | 2016 |
| ---- | ---- | ---- | ---- | ---- | ---- | ---- | ---- | ---- |
| 199  | 208  | 265  | 337  | 479  | 537  | 576  | 557  | 541  |

| 2021 | 2022 | - | - | - | - | - | - | - |
| ---- | ---- | - | - | - | - | - | - | - |
| 530  | 526  | - | - | - | - | - | - | - |

## Économie

### Revenus de la population et fiscalité
En 2018, le nombre de ménages fiscaux de la commune était de 196, représentant 527 personnes et la  médiane du revenu disponible par unité de consommation  de 24 500 euros.

### Emploi
En 2017 , le nombre total d’emplois dans la zone était de 33, occupant 248 actifs  résidants.
Le taux d'activité de la population (actifs ayant un emploi) âgée de 15 à 64 ans s'élevait à 69,5 % contre un taux de chômage de 6,2 %.
Les 24,4 % d’inactifs se répartissent de la façon suivante : 11,3 % d’étudiants et stagiaires non rémunérés, 9,7 % de retraités ou préretraités et 3,4 % pour les autres inactifs.

### Secteurs d'activité

#### Entreprises et commerces
En 2019, le nombre d’unités légales et d’établissements (activités marchandes hors agriculture. ) par secteur d'activité était de 36 dont 2 dans l’industrie manufacturière, industries extractives et autres, 2 dans la construction, 10 dans le commerce de gros et de détail, transports, hébergement et restauration, 1 dans l’Information et communication, 1 dans les activités immobilières, 8 dans les activités spécialisées, scientifiques et techniques et activités de services administratifs et de soutien, 5 dans l’administration publique, enseignement, santé humaine et action sociale et 7  étaient relatifs aux autres activités de services.
En 2020, 2 entreprises individuelles ont été créées sur le territoire de la commune.
Au 1er janvier 2021, la commune ne disposait pas d’hôtel et de terrain de camping.

#### Agriculture
Saint-Ouen-sur-Morin est dans la petite région agricole dénommée la « Brie laitière » (anciennement Brie des étangs), une partie de la Brie à l'est de Coulommiers. En 2010, l'orientation technico-économique de l'agriculture sur la commune est la culture de céréales et d'oléoprotéagineux (COP).
Si la productivité agricole de la Seine-et-Marne se situe dans le peloton de tête des départements français, le département enregistre un double phénomène de disparition des terres cultivables (près de 2 000 ha par an dans les années 1980, moins dans les années 2000) et de réduction d'environ 30 % du nombre d'agriculteurs dans les années 2010. Cette tendance n'est pas confirmée au niveau de la commune qui voit le nombre d'exploitations rester constant entre 1988 et 2010. Parallèlement, la taille de ces exploitations diminue, passant de 60 ha en 1988 à 12 ha en 2010.
Le tableau ci-dessous présente les principales caractéristiques des exploitations agricoles de Saint-Ouen-sur-Morin, observées sur une période de 22 ans : 
|                                      | 1988 | 2000 | 2010 |
| ------------------------------------ | ---- | ---- | ---- |
| Dimension économique,                |      |      |      |
| Nombre d’exploitations (u)           | 2    | 4    | 2    |
| Travail (UTA)                        | 2    | 3    | 0    |
| Surface agricole utilisée (ha)       | 119  | 153  | 23   |
| Cultures                             |      |      |      |
| Terres labourables (ha)              | s    | 138  | s    |
| Céréales (ha)                        | s    | s    | s    |
| dont blé tendre (ha)                 | s    | s    | s    |
| dont maïs-grain et maïs-semence (ha) | s    | s    | s    |
| Tournesol (ha)                       | 0    |      |      |
| Colza et navette (ha)                | s    | s    |      |
| Élevage                              |      |      |      |
| Cheptel (UGBTA)                      | 0    | 10   | 0    |

## Culture locale et patrimoine

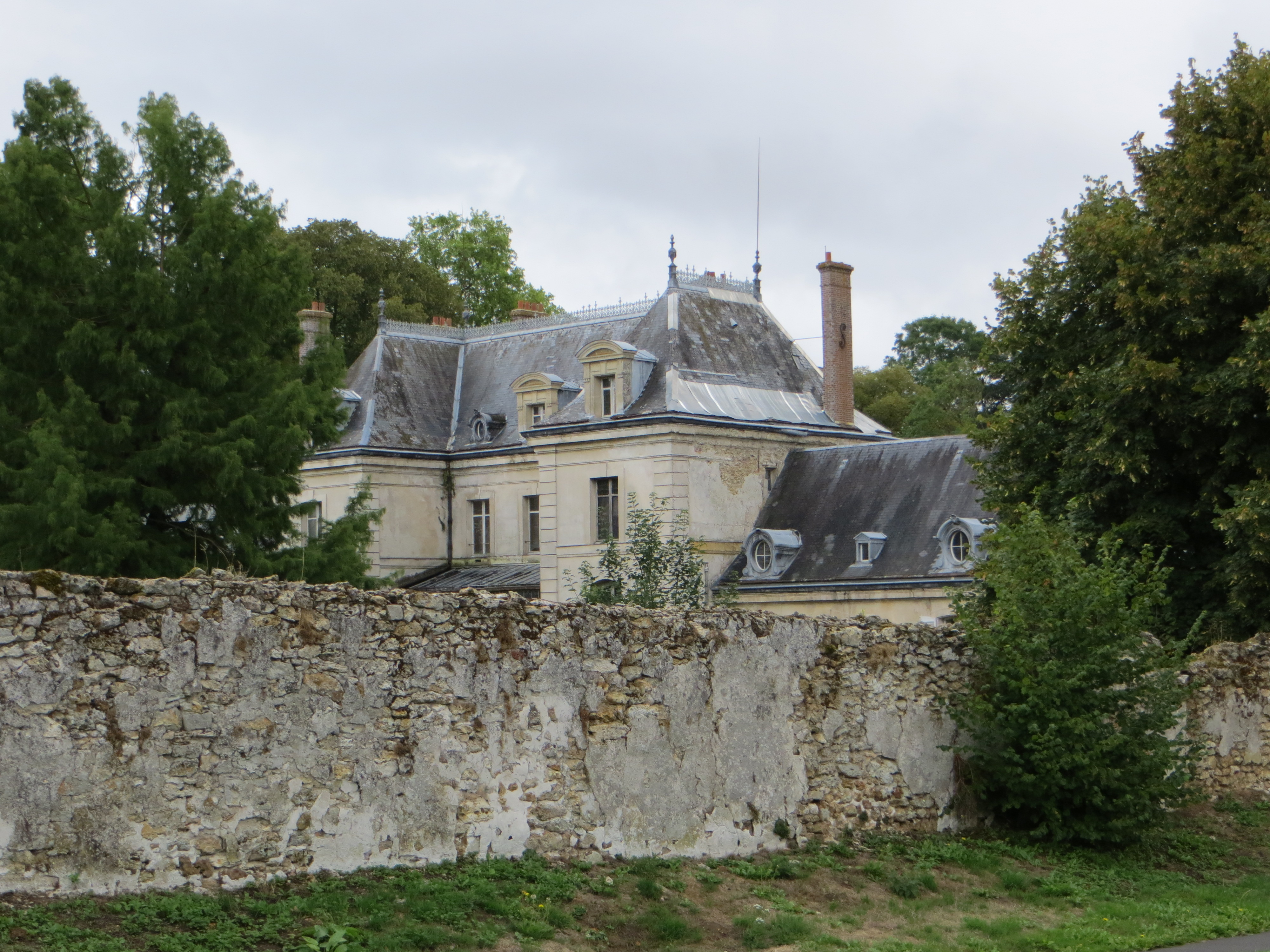
Aperçu des restes du château de la Brosse.

### Monuments et lieux remarquables
La commune compte deux monuments répertoriés à l'inventaire des monuments historiques (Base Mérimée) :
- Jardin d'agrément dit parc du château de la Brosse[66] ;
- Jardin d'agrément dit parc du château de Charnesseuil[67].

### Autres lieux et monuments
- Vestiges du château de La Brosse ;
- Château de Charnesseuil, XIXe siècle ;
- Lavoir à impluvium.

### Personnalités liées à la commune
- Louis César Benois (1770-1822), natif de Saint-Ouen-sur-Morin, fondateur de la famille russe Benois.

### Héraldique
| Blason de Saint-Ouen-sur-Morin | Blason  | Écartelé : au 1er d'or à quatre alérions d'azur, au 2e d'azur à une meule d'argent, au 3e d'azur à un porche d'argent, maçonné de sable, enfermant une fontaine surmontée de cinq têtes de clous mal ordonnées du même, au 4e de sinople à une gerbe de trois épis de blé d'or courbée vers le flanc, feuillée d'une pièce du même ; à la croix de gueules chargée en abîme d'une étoile à six rais d'argent ; le tout sur une champagne ondée d'azur chargée de six burelles ondées d'argent. |
| Blason de Saint-Ouen-sur-Morin | Détails | Composé par la municipalité et adopté le 27 septembre 2010. |